# Énergie à Djibouti
Le secteur de l' énergie à Djibouti doit faire face à un réseau de distribution obsolète et le pays, par manque de sites de production. Le pays est contraint d'importer 80 % de son énergie depuis l'Ethiopie voisine. Ses centrales thermiques ne permettent que de fournir 126 MW. Un projet d'une future centrale solaire faisant partie d'un projet plus vaste, d'une puissance totale de 300 MW est à l'étude.

## Contexte
Le pays est alimenté principalement par des centrales thermiques (environ 120 MW) et une partie de l'énergie hydraulique est importée d'Éthiopie. L'approvisionnement supplémentaire en électricité à partir de l'Éthiopie ne satisfait pas toujours la demande d'électricité de Djibouti. Sur la base des données de 2013, le taux d'électrification national de Djibouti a atteint 50 % (14 % en zone rurale, 61 % en zone urbaine). Selon la Banque mondiale, en 2016, 53,3%  de la population de Djibouti a accès à l'électricité contre 13 % dans les zones rurales. Le pourcentage atteint 65,2 % dans les zones urbaines .
En 2019, 60% de la population djiboutienne a accès à l'électricité. Ce chiffre atteint péniblement les 30 % dans le milieu rural qui voit son taux d'électrification baisser depuis 20 ans, alors que la consommation croit d'environ 10 % par an.

## Électricité
La demande annuelle de pointe en 2014 était d'environ 90 MW, mais elle devrait atteindre environ 300 MW à l'horizon 2020 . Les services de fourniture d'électricité sont assurés par le service d'électricité intégré Electricité de Djibouti (EDD). Une petite quantité d'énergie supplémentaire est générée par une centrale solaire (300 kW). Djibouti étudie les options  de production éolienne et géothermique.
En septembre 2019, Le gouvernement de Djibouti signe un contrat pour la construction d'une centrale photovoltaïque dans le désert de Grand Bara.

## Projets prévus
- Concession pour un parc éolien d'une puissance de 60 MW dans l'Est du pays, construit en partenariat avec l'Africa Finance Corporation.
- Implantation de 495 hydroliennes (120 MW), dont 80 au premier trimestre 2020, le long du littoral djiboutien par Blue Shark Power
- Centrale combinant énergies solaire, éolien, géothermie et biomasse (500 MW) d'ici dix ans par l'entreprise japonaise Miraisozo Inc[3].

## Pétrole
Tous les produits pétroliers sont importés. En 2002, les importations de produits pétroliers raffinés ont atteint 11 410 barils/jour, avec une consommation estimée  à 11 400 barils/jour. Il n'y a eu aucune importation de gaz naturel. Le port de la capitale djiboutienne est un important site d'expédition et de stockage de pétrole.